# Tetmemorus minutus
Tetmemorus minutus là một loài Song tinh tảo trong họ Desmidiaceae, thuộc chi Tetmemorus.